# والت ليندن
والت ليندن (بالإنجليزية: Walt Linden)‏ هو لاعب كرة قاعدة أمريكي، ولد في 27 مارس 1924 في شيكاغو في الولايات المتحدة، وتوفي في 21 سبتمبر 2013 في لا غرانغ بارك في الولايات المتحدة.

## وصلات خارجية
- والت ليندن على موقعبيزبول رفرنس.كوم (الدوري الرئيسي) (الإنجليزية)
- والت ليندن على موقعبيزبول رفرنس.كوم (الدوري الثانوي) (الإنجليزية)